# Placage d'environnement

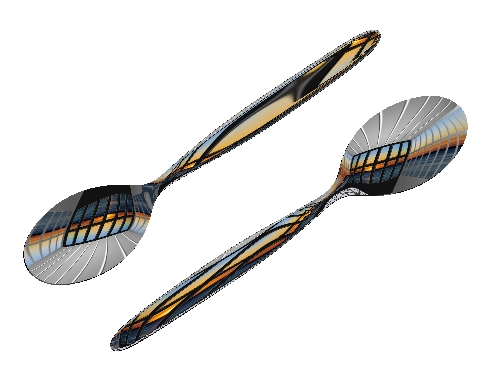
Exemple de placage d'environnement.

Le placage d'environnement est une technique utilisée en infographie pour plaquer une texture sur un objet en 3D. Elle est plus connue sous le nom anglais d’environment mapping. Le principe est d'utiliser les normales en chaque point du polygone pour extraire les coordonnées correspondantes dans la texture. On obtient ainsi un effet de miroir comme si la texture entourait l'objet et se projetait à sa surface. 
Cette technique, malgré sa simplicité, permet de simuler des matériaux hautement spéculaires comme les surfaces métalliques. 

## Description mathématique
La version la plus simple consiste à calculer les coordonnées de texture {\displaystyle (U,V)} pour un point à partir de la normale {\displaystyle (N_{x},N_{y},N_{z})} de cette façon :
{\displaystyle U=c\cdot {\frac {N_{x}}{N_{z}}}}
{\displaystyle V=c\cdot {\frac {N_{y}}{N_{z}}}}
où {\displaystyle c~} est un nombre réel qui permet de modifier la taille du placage.
Des variantes plus complexes font appel à plusieurs textures présentes sur un cube ou une sphère virtuels englobant la scène 3D. Cela permet de mettre en place un placage pour n'importe quelle orientation de la caméra ou de l'objet. Cette approche évite aussi des effets de distorsion. Les APIs comme OpenGL et DirectX fournissent des fonctions pour générer des coordonnées de texture d'après un cube ou une sphère. 